# グラスホッパー (小説)
『グラスホッパー』 (GRASSHOPPER) は、伊坂幸太郎による日本の小説、およびそれを原作としたメディアミックス作品。
2004年に角川書店から出版され、著者伊坂が「今まで書いた小説のなかで一番達成感があった」と語っている。サスペンス、コメディ、オフビートなど分類不能の要素を含み、ストーリーは鈴木・鯨・蝉の3人の登場人物が代わる代わる語り手を務めている。第132回直木三十五賞候補作となった。
2008年に井田ヒロトによる作画で漫画化され、『コミックチャージ』（角川書店）で連載された。2015年に実写映画化された。

## あらすじ
2年前に妻を轢き逃げされた中学校教師の鈴木は、犯人が違法薬物を売る悪徳会社「フロイライン」の社長・寺原の長男（作中では寺原長男と呼称される）だと知る。復讐のため「フロイライン」に入社し、機会を伺う鈴木であったが、およそ裏社会の人間らしくない風体のため、正体を疑われており、上司の比与子より、会社への忠誠を示すために捕まえた無関係の若いカップルを殺すように命じられる。その様子を確認するため寺原長男もやってくるが、鈴木と比与子の目の前で道路を横断しようとした彼は車に轢かれてしまった。その光景は不自然であり、それは「押し屋」と呼ばれる業界でも有名かつ正体不明な殺し屋の仕業であった。
比与子に、押し屋の行方を追うよう命令された鈴木は、槿（あさがお）という男を見つける。槿はシステムエンジニアを名乗り、妻や息子らと暮らしている。鈴木は槿が本当に押し屋か正体を探るため、彼の息子の家庭教師として一家に近づく。槿は鈴木を怪しみつつも、徐々に鈴木は槿一家と打ち解けていく。
一方、催眠のような特殊な力で相対した相手を自殺させることができる殺し屋の鯨（くじら）は、今まで自分が殺してきた者たちの幻覚に悩まされていた。元カウンセラーと名乗るホームレス仲間の田中から、やり残したことを清算すれば悩みから解放されるという助言を貰った鯨は、仕事を先取りされたことで心残りがあった押し屋を殺すことを決める。また、鯨は自分に裏切られるという被害妄想に陥った臆病な依頼人・梶が、自分の暗殺を何者かに依頼したことを知り、彼を自殺に見せかけて殺す。
殺し屋を斡旋する岩西の部下で、ナイフ使いの殺し屋の青年・蝉（せみ）に、鯨の暗殺依頼が届く。ガブリエル・カッソ（注：架空の映画監督）の映画『抑圧』の主人公に自分を重ね、岩西に支配されているとして現状に悲観的な蝉は、依頼人の梶に会いに行くが、彼は自殺していた。それを自分のせいだと考え、岩西への報告に悩んでいたところ、知り合いの情報通の桃（もも）より、「フロイライン」の社員（鈴木のこと）が押し屋を見つけたという話を聞く。そこで蝉は押し屋を殺すことで岩西から独立しようとする。
鈴木は比与子に喫茶店に呼び出され、彼女から押し屋の進捗状況を尋ねられる。鈴木は彼女に警戒しながら槿のことは黙っていようとする。しかし、店内の人間が全員「劇団」と呼ばれるフリーの組織の協力者たちで、巧妙に睡眠薬を盛られており、拉致されてしまう。一方、押し屋の正体を知るため、鈴木の行方を探していた蝉は、彼が拉致されたことを知らされ、鈴木が運ばれた廃ビルに向かう。
岩西の事務所にやってきた鯨は、彼をその能力で自殺させようとする。能力が掛かり意識が朦朧となった岩西は、蝉に期待していることや、そのために鯨に蝉と対決して欲しいと頼む。また偶然、蝉から岩西への電話が掛かり、岩西は蝉にがんばれと声をかけて電話を切ると鯨に、蝉が押し屋の行方を知っている男（鈴木）の行方を追って寺原が所有する廃ビルに向かったことなどを教え、飛び降り自殺する。
寺原の廃ビルに潜入した蝉は、鈴木を拷問しようとしていた男たちを殺害し、彼を助け出す。蝉から押し屋を殺そうとしていることを伝えられた鈴木は、彼には家族がいるからとやめるよう説得しようとするが、蝉は一家ごと殺すことには慣れていると言って取り合わない。そのまま鈴木は蝉の車に乗せられ拘束されるが（また蝉に結婚指輪を盗まれる）、実は後部座席に鯨が潜んでおり、運転席の蝉を後ろから羽交い締めにする。鯨は蝉を車外に引きずり出し、雑木林の奥の方へと向かう。
車内に取り残された鈴木であったが、それを槿に助け出され、彼の運転で彼の家に向かうことになる。鈴木は彼が押し屋であることを確信するが、槿ははぐらかしてしまう。鈴木は槿一家を助けるため、逃げるように言うが、これも槿は取り合ってくれない。さらには槿の息子がこっそり鈴木の携帯電話を盗み、比与子に住所を送ってしまったことを知り焦る。
蝉と対峙した鯨は、突然の幻覚で危機に陥るも、岩西から奪った拳銃で蝉を射殺して危機を脱する。鈴木の行方を探そうとするとビルから出てきた比与子を見つけ、半ば強引に彼女から押し屋と目される槿の自宅住所を聞き出す。彼女とその場所に向かった鯨であったが、そこはただのシール工場であった。
槿の自宅についた鈴木はそこで、彼が押し屋であること、槿一家が偽の家族で、彼の妻や息子らも「劇団」の一員だと教えられる。実は「劇団」は「フロイライン」と揉めており、そのために押し屋に寺原親子の殺害を依頼し、さらに押し屋に全面協力していた。寺原は強敵のため、今回は押し屋も手の込んだ計画を練り、そこにたまたま鈴木が巻き込まれたという話であった。さらには別件で寺原が殺された情報が届く。鈴木は一家に別れを告げるが、亡き妻との思い出のある結婚指輪を亡くしたことに気づき、これを探すため槿に雑木林に送ってもらう。
手掛かりを失った鯨であったが、蝉の亡霊が、鈴木は指輪を探して林に戻ってくると囁く。実際に鯨は蝉の死体をそばで指輪を見つけ、さらには道路の向こうに鈴木と思わしき男がいることに気づく。一方の鈴木は指輪が見つからず、諦めて道路に出てきたところであった。道の向こう側に鯨の姿を確認し、途端に鈴木は死にたくなり道路に飛び出そうとするが、亡き妻の声が聞こえ踏みとどまる。その瞬間に道に飛び出した鯨が車に轢かれる光景を目にし（槿に押されたことが示唆される）、鈴木は睡魔に襲われて意識を失う。
鈴木は品川駅の構内で目を覚まし状況がわからず、慎重に行動する。社長の寺原が亡くなって「フロイライン」が自動消滅したことや、比与子と思われる女性が地下鉄で飛び込み自殺したことを知る。生計のために臨時の塾講師の職を得た鈴木は仕事で広島に行った帰り、駅で槿の息子という設定だった劇団の子供たちに会い、彼らの元気な姿に安堵するが、それが鈴木の幻覚である可能性を示唆する描写がある。

### 用語
フロイライン
寺原が社長を務める会社。ドイツ語で令嬢の意で、しばしば「令嬢」とも呼称される。女性相手にキャッチセールスや強引な訪問販売、催眠商法などで美容グッズなどを売る悪徳会社。しかし、それすら表向きで、実際には違法薬物を扱っており、美容グッズで釣った女性客を薬物中毒者にし顧客としている。他にも違法な臓器売買や殺しも行っており、寺原はやり手として裏社会でも有名。
劇団
裏社会で役者を派遣するフリーの組織。例えば催眠商法の会場などでいわゆるサクラを派遣したり、または殺しで現場に居合わせ虚偽の説明をさせる人間を用意するなど。一度に数十人単位、さらに老若男女と用意することが可能。催眠商法などでフロイラインとも協力関係にあるが、比与子によれば金銭トラブルで揉めているという。

## 登場人物
鈴木（すずき）
27歳の元中学校教師。主人公。2年前に最愛の妻が轢き逃げで亡くなり、その犯人（寺原長男）に復讐するため素性を隠して「フロイライン」に入社する。まったく裏社会の人間には見えない。
鯨（くじら）
自殺専門の殺し屋。「鯨」の名に相応しく大柄な体格で、彫の深い陰鬱な目をしている。対面した相手がなぜか死にたくなるという催眠のような能力を持ち、これによって標的を合法的に自殺させてきた。過去に自分が殺した相手が亡霊として現れる幻覚に悩まされている。ドストエフスキーの『罪と罰』を愛読しており、常に携帯している。
蝉（せみ）
ナイフを巧みに扱う殺し屋。痩身で猫のように機敏な茶髪の青年で、蝉の異名通り口煩い。女子供でも平気で殺せる。殺し屋の斡旋を行う岩西の部下で、彼を疎ましく思っており、ガブリエル・カッソ（注：架空の映画監督）の映画『抑圧』の主人公に自分を重ね、現状に悲観している。
押し屋（おしや）
標的の背中を押して道路や線路に落とし、事故や自殺に見せかけて殺す殺し屋。裏社会でも有名な殺し屋だが正体は知られていない。物語冒頭で寺原長男を殺した犯人と目され、それぞれの思惑から鈴木・鯨・蝉に行方を追われる。
鈴木の妻
故人。物語の2年前に寺原長男に轢き逃げされ死亡する。幻覚ないし亡霊として鈴木に助言することがある。
比与子（ひよこ）
「フロイライン」の幹部で鈴木の直属の上司。鈴木と同じ歳の女性で、契約社員として採用された彼の教育係を務めている。寺原長男を殺すために入社したと疑っている。
寺原（てらはら）
違法薬物を商う「フロイライン」の社長。一般人をヤク漬けにして無理やり顧客にしたり、臓器売買にも手を染めているなど、やり手として裏社会でも名が知られた人物。
寺原長男
寺原の長男。名前は不明で、作中では「寺原長男」と表記される。比与子からも馬鹿息子と陰口を叩かれている道楽息子。歳は20代半ばだが、既に遊びで何人もの人間を死に至らしめており、それを父親の権力を使ってもみ消している。彼への復讐で正体を隠して入社してくる者は多いという。
岩西（いわにし）
殺し屋の仲介人。蝉の上司。痩せたカマキリのような男。依頼人との交渉や身辺調査などの仕事を担う。蝉からは嫌われていたが、本人は彼に強い期待を抱いていた。梶の依頼を受け、鯨の殺害を蝉に命令する。
梶（かじ）
衆議院の代議士。自らの不祥事隠蔽のため、秘書など今まで何人も暗殺依頼をしてきた人物。小心者で、暗殺依頼を出した鯨が裏切ることに怯え、鯨の暗殺を岩西に依頼する。
槿（あさがお）
寺原長男の殺害現場近くにいた男。鈴木により押し屋と疑われる。妻と2人の息子がおり、システムエンジニアを名乗る。
本来、「槿」の読みは「むくげ」。
すみれ
槿の妻。
健太郎と幸次郎（けんたろう、こじろう）
槿の2人の息子。鈴木と打ち解け、昆虫のシールを渡す。
田中（たなか）
鯨が暮らす公園のホームレスの一人。元はカウンセラーをしていたらしい片足の悪い男。鯨に幻覚について語り、解放されるにはやり残した仕事を清算することだと説く。
桃（もも）
ポルノ雑誌店の店主。肥満体形に年中下着のような服を着ているが、いやらしさのない年齢不詳の女性。店は裏の業界人がよく出入りする情報交換の場となっており、知人の蝉に、押し屋に関する情報を話す。

## 書籍情報
小説
- 単行本：2004年7月発行、角川書店、ISBN 4048735470
- 文庫本：2007年6月発行、角川文庫、ISBN 9784043849017、巻末解説：杉江松恋

漫画
1. 2008年10月、角川書店、ISBN 9784047250499
2. 2009年3月、角川書店、ISBN 9784047250635
3. 2009年6月、角川書店、ISBN 9784047250666

## 参考
- 同著者の作品『魔王』と本作品『グラスホッパー』を再構築した漫画『魔王 JUVENILE REMIX』が出版されており、これを執筆した漫画家大須賀めぐみによって文庫本『グラスホッパー』の表紙が描かれた。
  - その『魔王 JUVENILE REMIX』のスピンオフとして、本作品の登場人物である蝉を主人公に据え、彼と岩西との出会いを描いた漫画『Waltz』が出版されている。

## 映画
映画化作品が2015年11月7日に公開された。監督・瀧本智行と主演・生田斗真は『脳男』（2013年）に続いてのコンビ。

### キャスト
- 鈴木 - 生田斗真
- 鯨 - 浅野忠信
- 蝉 - 山田涼介
- 百合子 (鈴木の婚約者) - 波瑠[4]
- すみれ - 麻生久美子[4]
- 比与子 - 菜々緒[4]
- 槿 - 吉岡秀隆[4]
- 岩西 - 村上淳[4]
- 鯨の父 - 宇崎竜童[4]
- 寺原会長 - 石橋蓮司[4]
- 寺原Jr - 金児憲史[4]
- メッシュの女 - 佐津川愛美
- 桃 - 山崎ハコ
- 佐藤貢三、崔哲浩、永倉大輔、山中聡、小林喜日、黒石高大、中村織央、前野朋哉、浦野REN、桜のどか、二家本辰巳、所博昭、浜田大介、赤池高行、石井浩、江藤大我、高野ひろき、帯金伸行 ほか

### スタッフ
- 原作 - 伊坂幸太郎『グラスホッパー』（角川文庫刊）
- 監督 - 瀧本智行
- 脚本 - 青島武
- 音楽 - 稲本響
- 主題歌 - YUKI「tonight」（EPIC Records Japan）[5]
- 撮影監督 - 阪本善尚
- 照明 - 堀直之
- 美術 - 平井淳郎
- 録音 - 高野泰雄
- 装飾 - 柳澤武
- 編集 - 高橋信之
- スクリプター - 増子さおり
- 音響効果 - 柴崎憲治
- VFXスーパーバイザー - 道木伸隆
- 助監督 - 甲斐聖太郎
- アクションコレオグラファー - 森崎えいじ
- ガンエフェクト - BIGSHOT
- ラボ - 東映ラボ・テック
- エグゼクティブプロデューサー - 井上伸一郎
- 製作 - 堀内大示、高橋善之、小沼修、藤島ジュリーK.、高橋敏弘、宮田謙一
- 企画 - 菊池剛
- プロデューサー - 水上繁雄、杉崎隆行、椿宜和
- 配給 - KADOKAWA / 松竹
- 製作 - 「グラスホッパー」製作委員会（KADOKAWA、ハピネット、電通、ジェイ・ストーム、松竹、朝日新聞社）

### 製作
- 劇中に登場するアーティスト、ジャック・クリスピンの楽曲として、ジョン・スペンサー・ブルース・エクスプロージョンが「Don’t Wanna Live Like the Dead」を書き下ろし、挿入歌として採用されている[6]。
- 原作とは違い東京都渋谷区を舞台としており、渋谷スクランブル交差点でのアクションシーンは千葉県長柄町のショッピングモール跡地に作られた実物大のセットを使い撮影された。

### 受賞
- 第25回日本映画批評家大賞（2016年）
  - 新人男優賞（南俊子賞）（山田涼介）[7]